# Attentat du 14 mars 2024 à Mogadiscio
L'attentat du 14 mars 2024 à Mogadiscio survient le 14 mars 2024 lorsqu'un kamikaze affilié à Al-Shabaab fait exploser un engin devant l'hôtel SYL à Mogadiscio, en Somalie. Trois gardes et deux membres des forces de sécurité sont tués. Cinq hommes armés prennent ensuite d'assaut l'hôtel au cours d'un siège de 13 heures, provoquant une fusillade avec l'armée entraînant la mort de trois soldats et des six assaillants. Vingt-sept autres personnes sont blessées. L'hôtel est situé à proximité du palais présidentiel, le rendant populaire auprès des représentants du gouvernement.